# Cayo Pelón
Cayo Pelón (también conocido más recientemente como Bajo Pelón) era un islote o cayo ubicado en el Parque nacional Morrocoy, específicamente al sur de los cayos Muerto y Peraza.
En la actualidad se encuentra sumergido bajo las aguas formando un bajo similar a Bajo Caimán, Tucupido y Los Juanes, ubicados dentro del mismo parque.

## Etimología
El nombre de cayo pelón hacía referencia al hecho de que el mismo no poseía ningún tipo de vegetación, por lo cual se le considera un simple banco de arena. Desde que quedó sumergido el lugar es conocido como Bajo Pelón.

## Desaparición
En el pasado, este islote solía desaparecer bajo las aguas durante la pleamar y emergía durante la bajamar, es decir, podía verse de acuerdo al movimiento de las mareas. Sin embargo, desde el año 2011 al morir el arrecife de coral que le servía de base el mismo terminó por descender al punto de desaparecer por debajo de las aguas. Actualmente los turistas pueden acercarse al lugar porque el nivel de las aguas no es demasiado elevado.